# Shankar Laxman
Shankar Laxman (* 7. Juli 1933 in Mhow, Madhya Pradesh; † 29. April 2006 ebenda; auch Shankar Lakshman) war ein indischer Hockeyspieler. Mit zwei Goldmedaillen und einer Silbermedaille gehört er zu den erfolgreichsten olympischen Hockeyspielern.

## Karriere
Aufgewachsen auf einem Militärstützpunkt, schloss sich Laxman 1947 mit vierzehn Jahren der indischen Armee an. Dort lernte er das Hockeyspiel und entwickelte sich zum besten Torhüter seiner Generation. Vor den Olympischen Spielen 1956 löste er Ranganathan Francis als Stammtorwart der indischen Mannschaft ab. Bei seinen drei Olympiateilnahmen 1956, 1960 und 1964 verlor die indische Mannschaft ein einziges Spiel: Das Finale 1960 gegen Pakistan. Vier Jahre später gewannen die Inder gegen eine pakistanische Mannschaft, der auf dem Feld nahezu alles gelang, die aber Laxman nicht überwinden konnte. Letzter Höhepunkt seiner sportlichen Karriere waren die Asienspiele 1966, bei denen er die indische Mannschaft als Kapitän zum Titel führte. 1965 wurde Laxman mit dem Arjuna Award ausgezeichnet, 1967 erhielt er den Padma Shri.
1978 schied Laxman als Major aus der indischen Armee aus und wurde zum Ehrenhauptmann ernannt. Nach seinem Tod wurde der Sportplatz einer Grundschule in Mhow nach ihm benannt.